# Kancjonały staniąteckie

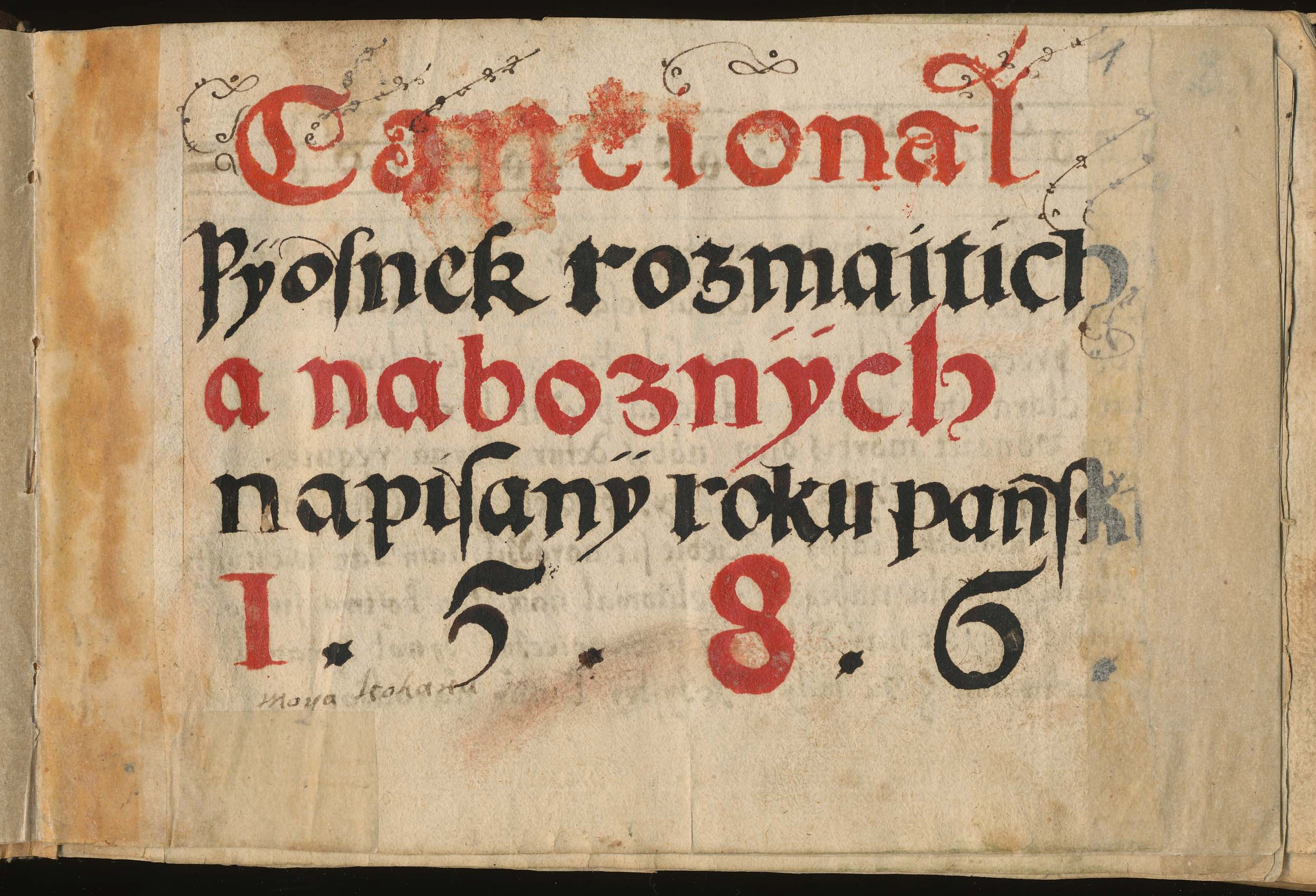
Karta tytłowa kancjonału Teodory Taranowskiej (1586 rok, Kancjonał A)

Kancjonały staniąteckie (łac. cantionale, kantyczki) – kolekcja rękopisów zawierających opracowania pieśni religijnych, przechowywana w Opactwie Mniszek Benedyktynek w Staniątkach. Zbiór kancjonałów staniąteckich obejmuje piętnaście rękopisów, tradycyjnie oznaczanych literami w przedziale A-P.

## Historia

### Kontekst
Bogata kultura muzyczna konwentu w Staniątkach przybierała na przestrzeni wieków najróżniejsze formy. Podstawą życia muzycznego było śpiewane oficjum – jak pisała historyk zgromadzenia, s. Kolumba Łozińska:

„[...] wykazaliśmy, że w zakonie Benedyktyńskim utrzymywanie chóru, czyli solenne odprawianie brewiarza jest pierwszym obowiązkiem zakonu. Stosownie więc do uroczystości roku kościelnego i wedle układu brewiarza benedyktyńskiego, którego używają zakonnice staniąteckie, wszystkie Święta Najśw. Panny bywają obchodzone bardzo uroczyście.

Co najmniej od 2. połowy XVI wieku (a zapewne już wcześniej) śpiewom oficjum towarzyszyły organy. Jak dowodzą wskazania powizytacyjne, wydane przez biskupa Jerzego księcia Radziwiłła w 1597 roku, w klasztorze znajdowały się w tym czasie dwa instrumenty. Jeden z nich umieszczony był w kościele, drugi zaś na chórze zakonnym. Szczególnie jednak interesujące są wskazania Radziwiłła dotyczące śpiewu. Uwadze biskupa nie uszły praktyki wykonywania podczas mszy polskich śpiewów – zapewne pieśni przekazanych w kancjonałach staniąteckich.

„Panna Ksieni powinna się starać o to aby siostry miały swoje Brewiarze, psałterze i inne księgi zakonne, drukowane we Wenecyi albo gdzie indziéj podług których odprawiałyby Horał - nic nie przydając, ani ujmując; - jak to teraz właśnie zastaliśmy w Sufragijach i w Benedicamus.
Oficya jednak Patronów mają odprawiać Siostry podług dawnego zwyczaju - stósując się do zakonnego Brewiarza. Także we Mszy świętej aby we wszystkiém doglądały siostry według Mszału; nic nie przydając ani umniéjszając tak jak dotąd było. W Kirye, w Gloria, w Credo piosnek polskich nie mają śpiewać. Innych zaś czasów, odprawiwszy Mszę świętą i inne Oficya - mogą osobno śpiewać pieśni, jeżeliby chciały”.

Specyfika i pewna odrębność życia muzycznego opactwa staniąteckiego wynikała m.in. z faktu, że zakonnice tamtejsze nie włączyły się w nurt reformatorski, zapoczątkowany przez ksienię Magdalenę Mortęską. W efekcie Staniątki nigdy nie dołączyły do tzw. „kongregacji chełmińskiej”. Skutkowało to zachowaniem odrębności śpiewów i swoistym konserwatyzmem – niektóre z rękopisów wykorzystywane były przez zakonnice jeszcze w XX wieku.

### Kolekcja
Kancjonały staniąteckie zostały spisane w formie ksiąg głosowych (rękopis zawiera tylko jeden z kilku głosów kompozycji) lub partytur (np. kancjonał „E”). Najstarszy z zachowanych kancjonałów to tzw. kancjonał „A”. Zawiera pieśni polskie i łacińskie jedno- i wielogłosowe. Rękopis oprawny jest w tekturę powleczoną skórą z tłoczeniami (widoczne ślady złoceń). Na przedniej okładce odciśnięto napis: „CANCIONAL PANIENSKI”, poniżej znajduje się medalion z wizerunkiem Matki Boskiej z dzieciątkiem. Na tylnej okładce odciśnięto imię i nazwisko posesorki: „ZOFIA STRADOMSKA”, pod którymi znajduje się data „1586” oraz na środku herb Stradomskich.
Kancjonały staniąteckie – lista rękopisów
| Sygnatura | Data powstania   | Posesor                                                           | Kopista                                                                  | Ilość kart |
| --------- | ---------------- | ----------------------------------------------------------------- | ------------------------------------------------------------------------ | ---------- |
| A         | 1586             | Zofia Teodora Taranowska; Zofia Urszula Stradomska; Regina Wolska | Zofia Teodora Taranowska; K. M.                                          | 102        |
| B         | 1586 [?]         | Zofia Teodora Taranowska; Agnieszka Zuzanna Salomea Niewiarowska  | Zofia Teodora Taranowska; Kazimierz Boczkowski                           | 145        |
| C         | 1637             | Elżbieta Latosińska                                               | Jan Suchodolski (fragm.)                                                 | 128        |
| D         | pocz. XVII w.    |                                                                   | K. M.                                                                    | 96         |
| E         | 1700–1705        | Joanna Mechtylda Rosznowska                                       | Kazimierz Boczkowski; Marianna Gertruda Pietruszyńska (fragm.)           | 108        |
| F         | 1707             | Justyna Srebnicka                                                 | Kazimierz Boczkowski; Justyna Srebnicka; Marianna Gertruda Pietruszyńska | 137        |
| G         | 1. poł. XVIII w. | Barbara Jaworecka [Jaworeczko]                                    |                                                                          | 109        |
| H         | 1752 [?]         |                                                                   |                                                                          | 113        |
| L         | 1758             | Marianna Gertruda Pietruszyńska                                   | Marianna Gertruda Pietruszyńska                                          | 187        |
| M         | 2. poł. XVIII w. |                                                                   |                                                                          | 25         |
| N         | XVII w.          |                                                                   | Kazimierz Boczkowski (fragm.)                                            | 37         |

### Recepcja
Repertuar kancjonałów benedyktynek z Opactwa św. Wojciecha w Staniątkach od lat skupia zainteresowanie badaczy – w szczególności muzykologów, ale także językoznawców, historyków liturgii. Pierwszym badaczem, który zwrócił uwagę na zachowane w Staniątkach kancjonały, był ks. Józef Surzyński, który w 1901 roku w miesięczniku „Muzyka Kościelna”, pisał o kancjonale Anny Kiernickiej z 1754 roku. W 1980 roku ks. Wendelin Świerczek opublikował katalog kancjonałów, w którym ustalił liczbę zachowanych pieśni na 612 utworów (jedno i wielogłosowych, z czego spora część posiada jedynie tekst, bez nut). Jest to zatem ogromny zbiór, w większej części niepublikowanych kompozycji. Bliższą charakterystykę wielogłosowego repertuaru kancjonałów staniąteckich dał Stanisław Dąbek, przy czym autor skupił się raczej na analizie zawartości repertuarowej, niż analizie samej muzyki.

## Wybrane utwory

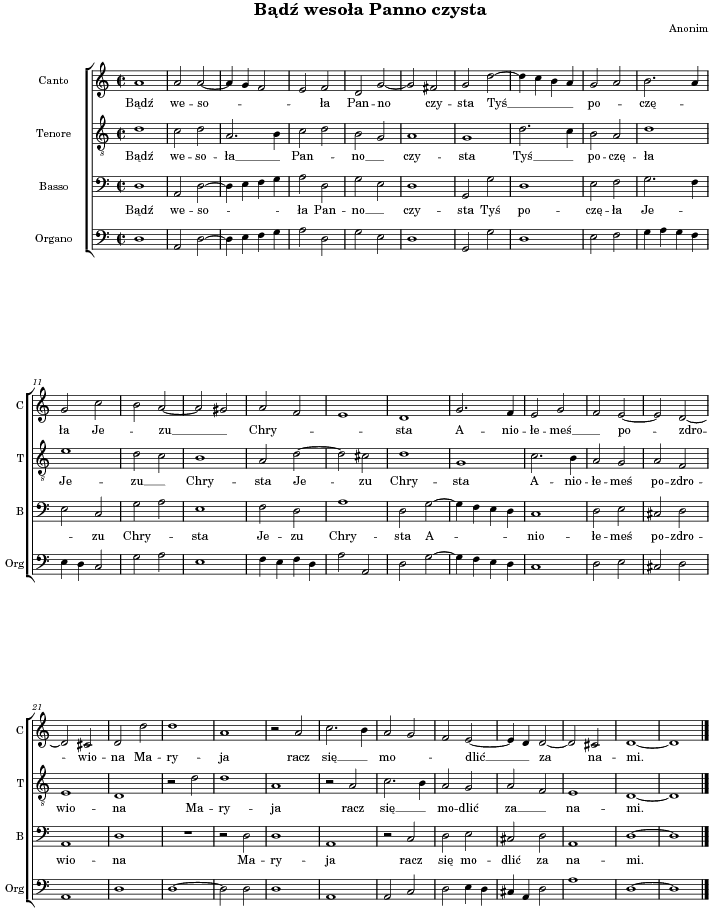
Transkrypcja utworu z Kancjonału E, Staniątki

Wśród kompozycji zapisanych w kancjonałach staniąteckich odnajdujemy wiele niezwykle interesujących kompozycji. Niestety, w większości utwory te są anonimowe. W kilku przypadkach można wskazać twórcę – dotyczy to zwłaszcza kancjonału „E” (spisany w latach 1700–1705), którego kopistą był wieloletni organista staniątecki, Kazimierz Boczkowski. Jest on autorem co najmniej kilku (jeśli nie kilkunastu) kompozycji. Stanisław Dąbek w swojej pracy zidentyfikował w kancjonale „A” jeden z głosów utworu „Alleluja, Chwalcie Pana” Wacława z Szamotuł.
Jednym z najbardziej interesujących oraz technicznie zaawansowanych utworów, jest kompozycja „Bądź wesoła Panno czysta” zapisana przez Boczkowskiego w kancjonale „E” (nie jest to z pewnością jego dzieło, bowiem stylistyka pozwala przyjąć, że powstało jeszcze w wieku XVI lub wcześniej). Inne, bardziej znane opracowanie tej pieśni pochodzi z początku wieku XVI – „Bądź wiesioła, Panno czysta”, 

## Katalog utworów
O bogactwie repertuaru pieśni zapisanych w staniąteckich kancjonałach świadczy nie tylko ich ilość, ale także różnorodność. Są to zarówno utwory jednogłosowe, jak i polifoniczne (od 2 do 6 głosów). Wśród wszystkich zanotowanych w kancjonałach pieśni, w ponad stu sześćdziesięciu przypadkach (dotyczy to także odpisów tej samej kompozycji) wpisano cyfrowanie – czasem są to pojedyncze oznaczenia, niemniej wyraźnie wskazują na obecność instrumentu. Pojęcie o objętości źródeł daje bliższy opis zawartości kancjonału „E”, w którym zapisano ponad 100 kompozycji.

### Kancjonał E
Większość utworów zapisana jest w układzie partyturowym, w pozostałych przypadkach w opisie dodano określenie „partesy”. W opisie podano także obsadę (zestaw kluczy). Strony kart oznaczono za pomocą skrótu „r” (recto), „v” (verso). Zachowano oryginalną pisownię incypitów słownych.
1. [wyklejka]:	notatki ołówkiem
2. k. [1r]:	Sabbato S. ad Vesperas (Alleluia); C3
3. k. [1r]:	W którym z niezmiernym zamykasz się Bostwem [tylko tekst]
4. k. [1v]:	nota dedykacyjna
5. kk. 2r-7r:	Vespere pro Sabbatho Sancto ([ant.] Laudate Dominum omnes gentes [...] Magnificat); C1, C1, F4 [partesy]
6. kk. 7r-8r:	In Dominicis Diebus ante Maiorem Missam (Asperges me); C1, C1, F4 [partesy]
7. kk. 8v-9r:	Antiphona ad adventu usque ad Purificationem inclusiue (Alma Redemptoris Mater); C1, F4 [partesy]
8. kk. 9v-10r:	A Purificatione. Beatae Mariae. usq(ue) ad Pascha (Ave Regina caelorum); C1, C1, F4 [partesy, głos środkowy dopisany na dole k. 9v]
9. kk. 10v-11r:	A Paschae Usque ad Festum SSanctissimae Trinitatis exclusiue (Regina caeli laetare); C1, F4 [partesy]
10. kk. 11v-12r:	Pro Festo SSanctorum Omnium (Omnium Sanctorum pia iuuamina); C1, C1, C3, C4, F4, F4 (bc)
11. kk. 12v-13r:	Martine Sancte Pontifex; G2, C1, C3, C3, F4, F4 (bc)
12. kk. 13v-14r:	Catharinae Virginis laudes decantemus; G2, G2, C3, C3, F4, F4 (bc)
13. kk. 14v-15r:	Nicolai solemnia sua; C1, C1, C1, C3, F4, F4 (bc)
14. k. 15:	In Adventu Domini [wpis na górze karty oznaczający początek nowej kategorii śpiewów]
15. kk. 15v-16r:	Moczny Boze zwysokosci; C1, C3, C3, F4 (bc)
16. kk. 16v-17r:	Archanyoł Gabryel znieba wysokiego; C1, C1, F4 (bc)
17. kk. 17v-18r:	Tobie nad pomysł dowcip y wymowę; G2, C1, C3, C3 (bc) [w głosie najniższym przed kluczem C3 dopisano ołówkiem klucz F4]
18. kk. 18v-19r:	Po upadku człowieka grzesznego; C1, C1, F4 (bc)
19. kk. 19v-20r:	Urząd zbawienia ludzkiego; C1, C1, F4 (bc)
20. kk. 20v-21r:	O Matko ukochana dziewico wybrana; C1, C1, F4 (bc)
21. kk. 21v-22r:	Gwiazdo morza głębokiego; G2, C1, F4 (bc)
22. kk. 22v-23r:	Iako roza między kolącym głogiem; C1, C1, F4 (bc)
23. kk. 22v-23r:	Wesoły nam, wesoły nam ten Dzień Pan Bóg sprawił
24. kk. 23v-24r:	Zdrowas od Anyoła pozdrowienies miała; C1, C1, F4
25. kk. 24v-25r:	Z wielmozney rady Troyce Swięntey; C1, C1, F4 (bc)
26. kk. 25v-26r:	Krolewnie wieczny nieba wysokiego; C1, C1, C3, F4
27. kk. 26v-27r:	Bądz wesoła Panno czysta; C1, C4, F4, F4 [nad pięciolinią w głosie najniższym: „Pro Organo”]
28. kk.27v-28r:	S Porady Troycze Swiętey; G2, G2, C3, C3, C3/F4 (bc)
29. kk. 28v-29r:	Ave Stella Matutina / Zawitay rana Iutrzenka; C1, C1, F4 (bc) [tekst polski zapisany na dole strony po notce: „Idem Polonicae”, na dole k. 28v wpis: „To się spiwa po Psalmach pokutnych wostatnie Dni”.]
30. kk. 29v-30r:	De Beatissima Virgine Maria Tota tota pulchra es &c: (Wszystkaś wszystka piekna iest); G2, C1, F4 (bc)
31. kk. 29v-30r:	O stworco ukochany; C1, C1
32. k. 30v:	Incipiunt Cantilenae De Natiuitate D(omi)ni. n(ost)ri. I. C. [wpis na górze karty oznaczający początek nowej kategorii śpiewów]
33. kk. 30v-31r:	Alleluia lauda eum; C1, C1, F4 (bc)
34. kk. 31v-32r:	Timet latro maledictus; C1, C1, F4
35. kk. 32v-33r:	Angelus Domini ad Pastores; C1, C1, F4 (bc)
36. k. 33v:	wpis na górze karty: „Ton narodzenie dziwne wcale”
37. kk. 33v-34r:	Quem pastores laudauere; C1, C1, F4 (bc)
38. kk. 33v-34r:	Christus Sie nam narodzieł; C1, C1, F4
39. k. 34v:	wpis na górze karty: „Ton podobny iak dyesila. a może i naten coto za Gość”.
40. kk. 34v-35r:	Witay Jezu ukochany; C1, C1, F4 (bc)
41. k. 35v:	wpis na górze karty: „Ton iak nuty są”.
42. kk. 35v-36r:	Pastores Relinquite Vestros greges / Pasterze Daycie teraz pokoy; C1, C1, F4
43. k. 36v:	wpis na górze karty: „na nowy W nowy Rok ah dro= gie perły iak nuty są. a można y na ten Ton iak wykrzykniemy wiwat”.
44. kk. 36v-37r:	Vniuersi populi Omnes iam gaudete; C4, C1, F4 (bc)
45. kk. 36v-37r:	Oh drogie perły, Iezusa moiego; C1, C1, F4 (bc); nad górną pięciolinią wpis: „Piesn insza O narodzeniu Pana Iezusa bardo (sic!) Sliczna Auth: C.C.B.O.C.S. [Kazimierz Boczkowski] Na nowe lato służy”
46. kk. 37v-38r:	Adonai Adonai Iesu optime; C1, C1, F4 (bc)
47. k. 38v:	Promit uox Angelica; C3, C1, F4 [zachowany jedynie fragment utworu zapisany na k. 38v, karty 39 brak]
48. k. 38v:	In natali Domini gaudent omnes Angeli; C1, C1, F4 (bc) [zachowany jedynie fragment utworu zapisany na k. 38v, karty 39r brak]; nad górną pięciolinią tego utworu wpis: „Cantillena aliud. sequens”
49. kk. 39r-46v:	brak
50. k. 47r:	końcowy fragment utworu o św. Annie do tekstu: [...] Anna de tribu Asser / [...] Corka Famuelowa (sic!); C1 [?], C1 [?], F4 [?]
51. k. 47v:	wpis nad pięciolinią: „nie to tylko na Karcie 54”
52. kk. 49v-50r:	Puer natus in Bethleem; C1, C1, F4 [zachowany jedynie fragment utworu, brak k. 48]
53. k. 49v:	I Duszac y Serce Spiewa; C1, C1 [zachowany jedynie fragment utworu, brak k. 48]
54. kk. 48r-49v:	brak
55. k. 50 r:	końcowy fragment utworu na Boże Narodzenie do tekstu [...] Wychwalamy wysławiaymy wszyscy Pana tego; C1 [?], C1 [?], F4 [?]
56. kk. 50v-51r:	In hoc anni circulo; C1, C1, F4
57. kk. 51v-52r:	Largum Vesper / Szczodry wieczor; C1, C1, F4
58. kk. 51v-52r:	Lilay lilay Pacholątko; C1, C1, F4 (bc)
59. kk. 52v-53r:	Largum Vesper / Szczodry wieczor; C1, C1, C3, C4, F4 (bc)
60. kk. 53v-54r:	Hey nam hey krolowie iadą bez pole; C1, C1, F4 [nad pięciolinią wpis: „o Trzech Krolach”]
61. kk. 53v-54r:	Puer natus in Bethleem; C1, C1, F4 (bc) [nad pięciolinią wpis: „To się spiwa na kolende”]
62. k. 54r:	w prawym dolnym rogu: „1707”.
63. kk. 54v-55r:	Coż sie to dzieie czyli na iawie; C1, C1, F4 (bc) [nad pięciolinią wpis: „Ton iak nu:[ty] są”]
64. kk. 54v-55r:	Krzyknieycie Muzy, Olimpu ziemskiego; C1, C1, F4 (bc) [przed pięciolinią wpis: T„on iak wy= Krzy Kniey= my wi= wat”]
65. kk. 55v-56r:	Łaska nieba gornego; C1, C1, F4 (bc) [nad pięciolinią wpis: „Ton iak nu:[ty] są”]
66. kk. 55v-56r:	Sliczne Dziecię gdy łzęta wylewsz (sic!) perliste; C1, C1, F4 [nad pięciolinią wpis: „Insza Piesn”]
67. kk. 56v-57r:	Anyeli w niebie Spiewaią; C1, C1, F4 [nad pięciolinią wpis: „Ton narodzenie dziwne wcale”]
68. kk. 56v-57r:	Dziecino Niebieska niewinna; C1, C1, F4 [obok pięciolinii wpis: „Ton iak nuty są.”, w głosie najniższym pusta pięciolinia]
69. kk. 57v-58r:	Dormi dormi o Puelle; C1, F4 (bc)
70. kk. 57v-58r:	Wszyscy dzis spiewaymy; C1, C1, F4 (bc) [nad pięciolinią wpis: „Aliud Cantilena sequens. Ton iak nuty są”]
71. k. 58v:	na górze karty wyblakły wpis: „Jezus Maryia”
72. kk. 58v-59r:	Coż byto teraz zanieszczęscie było; C1, C3, F4 [nad pięciolinią wpis: „Ton Luby poranku albo wykrzykniemy wiwat”.; na początku każdej pięciolinii wpisane dodatkowe klucze, a w głosie najwyższym i środkowym także inne oznaczenie metrum]
73. kk. 59v-60r:	Salue Iesu Paruule; C1, C1, F4
74. kk. 60v-61r:	Triumphus Regis Angelorum / Tryumfy Krola Niebieskiego; C1, C1, F4 (bc) [nad pięciolinią wpis: „Ton iak nuty są”]
75. kk. 61v-62r:	Ey odkupicielu Swiata Zbawicielu; C1, C1, F4 (bc) [nad pięciolinią wpis: „Cantilena de Natiuitate Domini nostri Jesu Christi”]
76. kk. 61v-62r:	Dzis dzien wesoły, dzis iest Boże Narodzenie; C1, C1, F4 (bc); na k. 62r ponad górnym systemem z prawej wpis: „Auth: C.C.M.B.O.A.S.M.S. [Kazimierz Boczkowski] 1704”.
77. kk. 62v-63r:	Niezmierney dobrotliwosci; C1, C1, F4 (bc)
78. kk. 63v-64r:	W Betleemskim mieście Stała sie nowina; C1, C1, F4 (bc) [nad pięciolilnią wpis: „Ton iak nuty są”]
79. kk. 63v-64r:	Nowy Rok bieży w Jasełkach leży [bez nut]
80. k. 64v:	na górze karty wpis: „Incipiunt cantilenae de Sacratissimo Corpore Christi 1704”
81. kk. 64v-65r:	O Witay ciało Boga żywego; C3, C1, F4 [nad pięciolinią wpis: „Nuta iak S. Piotra”.]
82. kk. 64v-65r:	Iedyny Synu Oyca Niebieskiego; C1, C1, F4 [nad pięciolinią wpis: „Cantilena Aliud. sequit w Boże Ciało”]
83. kk. 65v-66r:	Aue uerum corpus natum; C1, C1, C4, F4 (bc)
84. kk. 66v-67r:	Aue magne Rec caelorum; C4, C1, F4
85. kk. 66v-67r:	Da mihi Iesu cor tuum; C3, C3, F4 (bc); nad pięciolinią wpis: „Piesn Bardzo sliczna pieszczoty zsercem Pana Iezusowym”
86. kk. 67v-68r:	Twoia cześć chwała nasz wieczny Panie; C1, C1, C3, F4 (bc); nad pięciolinią wpis: „w Boże Ciało”
87. kk. 68v-69r:	Panie Panie iako iest przedziwne imię twoie; C1, C1, F4 (bc)
88. kk. 68v-69r:	Panie Panie iako iest przedziwne imię twoie; C1, C1, F4 (bc); nad górnym systemem wpis: „Zinszego klawisza”
89. kk. 69v-70r:	Iesu dulcis memoria; C1, C1, C3, F4; obok drugiego systemu wpis: „to dobrze Na nieszpor”.
90. kk. 70v-71r:	Kazde stworzenie spieway a dzis zawołay; G2, C1, C3, F4; na k. 71r nad górnym systemem wpis: „Dobre To każde stworzenie ale kiedy spiewaią alt Primassuie wnim”
91. kk. 70v-71r:	Kazde stworzenie spieway a dzis zawołay; C1, C1, F4 (bc)
92. kk. 71v-72r:	O Iezu iakos cięszko skatowany; G2, C1, C3, F4 (bc); w lewym górnym rogu k. 71v wpisano „72.”; nad górnym systemem wpis: „Wielki Piątek rano”.
93. kk. 72v-73r:	Amor aeternae totus benigne; C1, C1, F4 (bc)
94. kk. 73v-74r:	Salue cordis gaudium; C1, C1, F4 (bc)
95. kk. 73v-74r:	Magne Deus amor meus; C1, C1, F4
96. kk. 74v-75r:	Salue Salus mea Deus; C1, C1, F4 (bc)
97. kk. 74v-75r:	Nieopuszczay mie zopieki; C1, C1, F4 (bc); nad górnym systemem wpis: „Insza Piesn”
98. kk. 75v-76r:	Bęndę cie wielbic moy Panie; C1, C1, F4 (bc)
99. kk. 76v-77r:	Vfam w Bogu wnieszczęsciu mym; C1, C1, F4
100. k. 77r:	na dole karty wpis: „Joanna Rosznowska Zakonnica S. O. Benedykta“
101. kk. 77v-78r:	Do ciebie Panie pokornie wołamy; C1, C1, F4; nad górnym systemem wpis: „Na Boże Ciało”
102. kk. 78v-79r:	Pange lingua gloriosi; C1, C3, F4 (bc)
103. kk. 78v-79r:	Naywyszsze dobro moie; C1, F4 (bc)
104. kk. 79v-80r:	Chlebie Anielski tobie czesc dawamy; C1, C1, F4; nad górnym systemem wpis: „Na Boże Ciało”
105. kk. 79v-80r:	Nieskończone y nieprzebrane zrodło; C1, F4 (bc)
106. kk. 80v-81r:	Veni Creator Spiritus; C1, C4, F4 (bc); nad górnym systemem wpis: „De Spiritu Sancto Hymnus”
107. kk. 81v-82r:	Witam cie witam przedziwna miłości; C1, C1, F4 (bc); nad górnym systemem wpis: „Cantilena de Venreabili Sacramento”; k. 82 dodana później (inny papier), na k. 82r nie zapisano partii głosu najniższego
108. kk. 82v-83r:	O Słodki Iezu; brak kluczy, wpisane dwa systemy z czego tylko na początku wyższego fragment zapisu nutowego; na k. 83r pozostała część kompozycji (zapis wcześniejszy), C1 [?], C1 [?], F4 [?] (bc)
109. kk. 83v-84r:	Zawitay czasie dawno pożądany; C1, C1, F4; nad górnym systemem wpis: „Cantilenae de Vativitate BVMariae 8va Septem” [zapis niewidoczny pod papierową naklejką łączącą składki], poniżej: „Ton do Ciebie Pan[ie]”
110. kk. 84v-85r:	Imperatrix uirgo gloriosa / Czeszarzewno przenaswiętsza; C1, C4, F4 (bc)
111. kk. 85v-86r:	Krolowa nieba komuż cie nie trzeba; C1, C1, F4 (bc); nad górnym systemem wpis: „Cantilena pro Frofesto (sic!) Assumpi(on)is Beatissimae Virginis Mariae”; w prawym górnym rogu: „15 augusti”
112. kk. 85v-86r:	Pastuszkowie Bracia mili; [tylko tekst]
113. kk. 86v-87r:	Naywyszsza Matko wywyszszego Boga; C1, C1, F4; na górze karty przekreslony wpis: Cantillena de Immaculata Conceptione Beatae Mariae Virginis, poniżej innym charakterem pisma: „Na Octave Wniebowzięcia N. P M”.
114. kk. 87v-88r:	Nayswiętsza Panno sliczna Maria; C1, C1, F4
115. k. 88r:	na dole karty wpis: „Nay slicznieysza Niepokalanie poczęta Panno wtobie po Bogu nadzieia, iz doprowadzisz Dusze nasze, gdzie z Swiętemi aniołami Tryumfuiesz”
116. kk. 88v-89r:	Nieba Krolowa Maria wybrana; C1, C1, F4 (bc)
117. kk. 88v-89r:	Ach Królu moy nad Królami [tylko tekst], nieco ponad tekstem pieśni wpis: „W Kwietnią neidzielę za Offertę spiewaią”
118. kk. 89v-90r:	Omni die dic Mariae / Duszo moia, rzecz to twoia; G2, C1, F4; ponad górnym systemem: „Hymnus de Beatissima Dei Genitrice Maria Sa[n]cti Casimiri Compositio”
119. kk. 90v-91r:	Radosci wielkie Bog dzis odprawuie; C1, C1, F4 (bc); nad górnym systemem: Pro Festo Sanctae Agnetis; w prawym górnym rogu k. 90v oraz dalej, na górze karty 91r wpis: „ACCMBOS [Kazimierz Boczkowski] pro Felici Successu Ven[erabili] in Christo Abbathae Staniąteccensis Composita”
120. kk. 91v-92r:	Huc hu[c] omnes qui pugnatis; C1, C1, F4 (bc); nad górnym systemem: „Cantillena de Beata Virgine Maria”
121. kk. 91v-92r:	Eheu quid homines sumus; C1, F4 (bc); nad górnym systemem wpis: „Aliud Cantilaena de Vanitate Mundi”
122. kk. 92v-93r:	Ziemia ożyła Niebo Tryumf grało; C1, C1, F4 (bc); nad górnym systemem: „Cantilena de immaculata Concep: B M. V.”
123. kk. 93v-94r:	Aue decora mundi aurora; C1, C1, F4 (bc)
124. kk. 93v-94r:	O quam decora plusquam aurora; C1, C1, F4; ponad górnym systemem: „aliud Cantillena Sequens”
125. kk. 94v-95r:	Cesarzewno Krolewno Niebieska; C1, C1, F4; nad górnym systemem: „Cantilena De Beata Maria Virgine”
126. k. 95r:	na dole karty wpis: „Wielcze Niegodny Sługa WMM Panny Dobrodzieyki pokornie uprasza do N. Panny o westchnienie K.B.B.O.B.B 17”[róg karty wydarty]
127. k. 95v:	zapis chorałowy w kluczu C1: Lumen ad revelacionem gencium [zapis nieprawną ręką]
128. kk. ar-bv:	dwie karty wklejone pomiędzy kk. 95-96, oznaczone ołówkiem z pomocą liter „a” oraz „b”
129. k. ar:	dalsza część zapisu z k. 95v
130. kk. av-br:	Cantilenae de Passione D.N.J.C. Canto Primo (Ach Krolu moy nad Krolami); C1
131. kk. br-bv:	Pieśń o Bozym Narodzeniu (Spiewaymy Panu z chęci); [tylko tekst]
132. kk. 96r-109v:	Lamentationes Hieremiae Prophetae; notacja chorałowa na czterech liniach, klucze F2 oraz C4
133. k. 110r:	Responsorium de Nativitate D(omi)ni n(ost)ri Iesu Christi Vltimum (Verbumn caro factum est); notacja chorałowa na czterech liniach, klucze F2 oraz C4
134. k. 110v:	Statio pro Dominicis Diebus (Pax aeterna ab aeterno); notacja chorałowa na czterech liniach, klucze F2 oraz C4
135. k. 111r:	Dum corpus refertur ad Sepulchrum Virgines Cantant Sequentem Antyphonam (In paradisum deducant te Angeli); notacja chorałowa, klucz C3
136. k. 111r:	na dole karty wpis: „Ab. 1700. Ad. 1707”.
137. kk. 111v-112r:	Kędysz mnie nie wtargnione nadzieie wiedziecie; C3, F4 (bc)
138. k. 112r:	na dole karty wpis: „Esto meum praedulce melos uox dulcis Jesus Inque meo regnes pectore exmoriar Amen”
139. kk. 112v-113r:	In Afflictione (Broń mnie moy Panie); pusta pięciolinia, klucz C1
140. kk. 112v-113r:	Niepokalana Panienko ranna wschodząca; C1
141. kk. 113v-114r:	Bądź pozdrowiona Panienko Marya; C1, C1, F4 (bc)
142. kk. 114v-115r:	Cantilena de peste Damo & bello ad Beatissimae V. D. Gen M; C1, F4 (bc); na k. 115r nad górnym systemem w prawym rogu karty: „Auth Casim. Boczkowski OS”.
143. kk. 115v-116r:	De colis missus interis natus [skreślone] / Nowy Rok biezy, wiasłeczkach leży; C1
144. k. 116v:	Cantilena de Beatissima Dei G[tekst niewidoczny pod wyklejką] / Lubo mnie zewsząd winy me strofuią; C1, F4 (bc); nad pięciolinią partii org wpis: „ad notas produxit Casimir(us) B Bocz:[kowski]”
145. [wyklejka]:	vacat